# 3710 Bogoslovskij
3710 Bogoslovskij eller 1978 RD6 är en asteroid i huvudbältet som upptäcktes den 13 september 1978 av den rysk-sovjetiske astronomen Nikolaj Tjernych vid Krims astrofysiska observatorium på Krim. Den har fått sitt namn efter författaren och kompositören Nikita Bogoslovskij.
Asteroiden har en diameter på ungefär elva kilometer.